# Ivan Belostenec
Ivan Belostenec, magyarosan Bellostenecz János (Varasd, 1594 – Lepoglava, 1675. február 10.) pálos rendi szerzetes.
Horvátországi származású; a pálos rendbe lépvén, különösen a teológiai tudományokat művelte és több évig Magyarországon tartózkodott. 
Horányi Elek két munkájáról emlékezik: Krisztus szent testéről mondott tíz beszédét adta ki illír nyelven és Gazophylacium címmel illír szótárt nyomatott Zágrábban 1720.